# Mulyosari (Metro Barat)
Mulyosari is een bestuurslaag in het regentschap Metro van de provincie Lampung, Indonesië. Mulyosari telt 2798 inwoners (volkstelling 2010).